# SIG KE7
A SIG KE7 é uma metralhadora leve projetada e fabricada na Suíça na década anterior à Segunda Guerra Mundial. Embora exportada, nunca foi utilizada pelo Exército Suíço.

## Descrição
A SIG KE7 é uma metralhadora leve operada por recuo, resfriada a ar e com ferrolho basculante. É alimentada por um carregador tipo cofre curvo montado na parte inferior da arma, que comporta 25 cartuchos. Um bipé leve dobrável é preso à manga perfurada e um monopé traseiro adicional pode ser instalado.
Uma característica notável da arma é o curso muito longo do porta-ferrolho (cerca de 6 cm) antes de começar a puxar o ferrolho para trás e extrair o estojo disparado. Dá mais tempo para a pressão no cano cair para facilitar a extração.

## História
A metralhadora leve KE7 foi projetada por Pál Király e Gotthard End na fábrica de armas leves SIG em Neuhausen am Rheinfall. A produção começou em 1929, com a maioria das armas sendo exportadas para a República da China com câmara para munição 7,92×57mm Mauser. O governo chinês comprou 3.025 da Suíça entre 1928 e 1939, e o governo provincial de Cantão comprou 200 KE7 com 4.000 carregadores em dezembro de 1928. Em 1933, Liu Xiang financiou a aquisição das maquinas pela Huaxing Machine Works para uma oficina em Xunquim. De 1933 a 1936, produziria 6.000 cópias da KE7. Três meses após o início da guerra com o Japão, a oficina seria requisitada pelo governo chinês e produziria cópias da ZB-26 após 1939.
A KE7 seria usada durante a Guerra Civil Chinesa, a Segunda Guerra Sino-Japonesa e a Guerra da Coreia. Algumas metralhadoras KE-7 também foram fabricadas em outros calibres para exportação para a América Latina e Etiópia. Em 1930, foram fornecidos exemplos de testes realizados pelo Exército Britânico para encontrar uma substituta para a Lewis, embora uma ZB vz. 26 modificada foi finalmente adotada como a Bren.

## Operadores
- Argentina: Em 7,65x53mm Mauser[5]
- Brasil: Em 7x57mm Mauser[5]
- Bolívia: Em 7,65x53mm Mauser[5]
- República da China: Usou pelo menos 3.225 originais e 6.000 de fabricação nacional.
- República Popular da China
- Cuba: Usada por guerrilheiros durante a Revolução Cubana[6]
- Império Etíope: Em 7,92x57 mm Mauser
- México: Em 7x57mm Mauser
- Segunda República Espanhola[5]
- Uruguai: Em 7x57mm Mauser[5]